# Гото Симпэй
Симпэй Гото (яп. 後藤新平 Гото: Симпэй, 14 июня 1857—13 апреля 1929) — японский государственный и политический деятель.

## Биография
Выходец из самурайского рода Гото. В 1898 году — глава колониальной гражданской администрации острова Тайвань. В 1906 году занимал пост председателя Южно-Маньчжурской железной дороги и член Палаты пэров Японии. В 1908—1911 и 1912—1913 годах — министр связи. В 1916—1918 и 1923—1924 года — министр внутренних дел. В 1918 году — министр иностранных дел. В 1920—1923 годах — губернатор Токио. Пригласил в Японию для лечения Адольфа Иоффе, который называл Гото "сторонником и искренним борцом за сближение между Россией и Японией".
После принятия решения японским правительством о выводе войск с территории советского Дальнего Востока в 1923 году, возглавлял делегацию на неофициальных переговорах с советскими представителями об урегулировании японо-советских отношений. В 1925 году — президент японо-советского общества культурных связей.